# Usama an-Nudschaifi

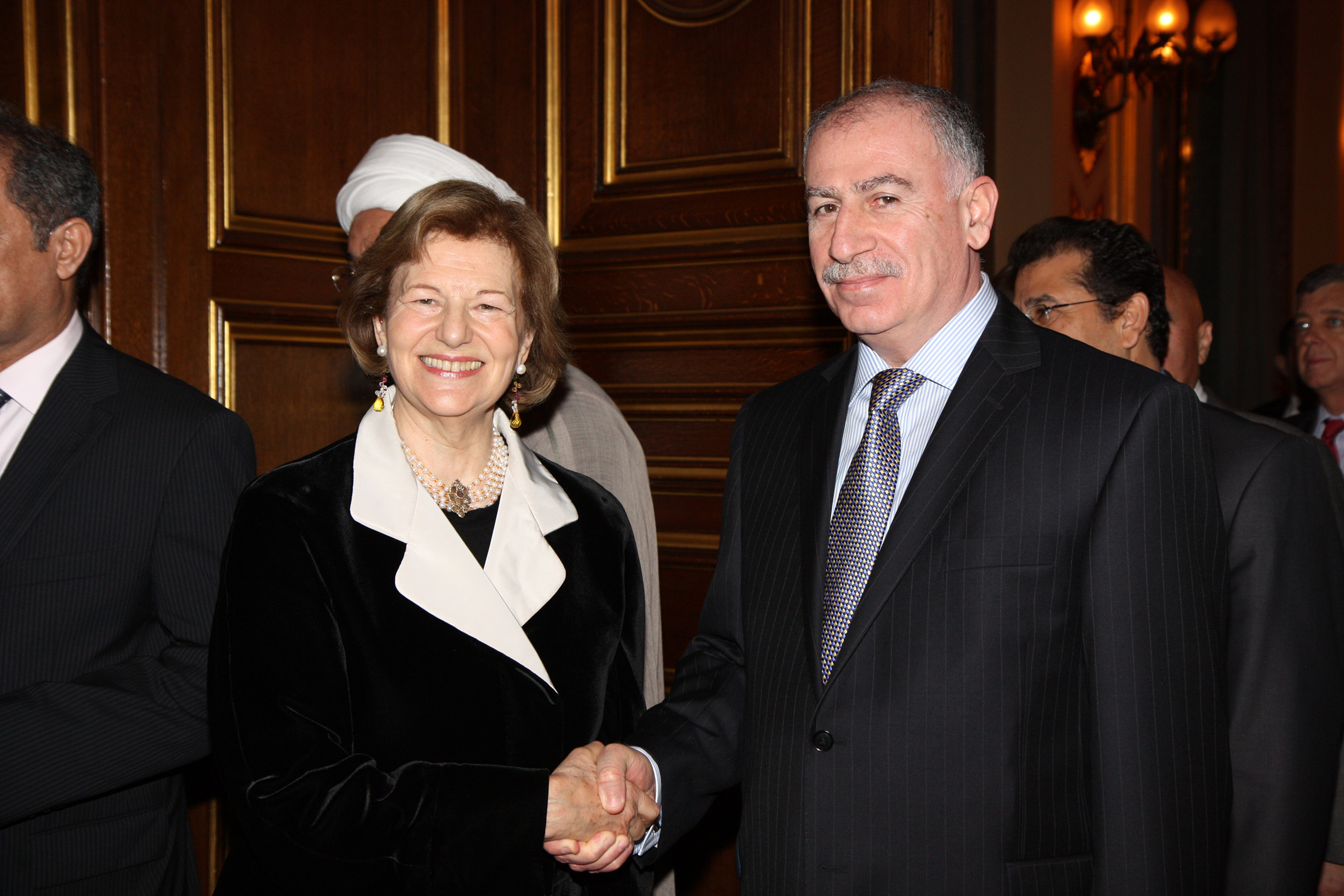
Nudschaifi (rechts)

Usama an-Nudschaifi (arabisch أسامة عبد العزيز النجيفي, DMG Usāma ʿAbd al-ʿAzīz an-Nuǧaifī; * 1956 in Mossul) oder Osama el-Nudschaifi ist ein irakischer Politiker. Seit dem 10. Oktober 2016 ist er einer der drei Vizepräsidenten des Irak, zusammen mit Nuri al-Maliki und Ijad Allawi.
Er studierte Elektrotechnik an der Universität Mossul. In der Irakischen Regierung 2005 war an-Nudschaifi Mineralien- und Industrieminister. Vom 11. November 2010 bis zum 15. Juli 2014 war an-Nudschaifi Präsident des Repräsentantenrats des Irak. Seit 9. September 2014 ist er einer der Vizepräsidenten des Irak.
An-Nudschaifi ist Sunnit und zusammen mit seinem Bruder Athil Mitglied der Partei Vereiniger für Reform.